# Zona Este 2 de São Paulo
La Región Este 2 de São Paulo (en portugués Região Leste 2 de São Paulo) es una región administrativa establecida por el gobierno municipal de la ciudad de São Paulo, abarcando las subprefecturas de Itaim Paulista, Guaianases, São Miguel Paulista y Cidade Tiradentes. De acuerdo con el censo de 2000, tiene una población de 1.169.815 habitantes y una renta media por habitante de R$ 625,26. Es la región con la renta per cápita más baja de la ciudad.